# Приморский улус
Приморский улус — административно-территориальная единица, существовавшая в РСФСР в 1930—1935 годах в составе Калмыцкой автономной области.

## История
Образован Постановлением Президиума ВЦИК от 30 марта 1930 года с административным центром в селе Долбан. Вновь образованный улус включил земли Эркетеневского и Яндыко-Мочажного улусов. Улус объединил 15 сельских советов: Авинский, Багацокуровский, Баруновский, Бабутовский, Бергушинский, Белоозеренский, Дальчинский, Джильгитинский, Хапчинский, Цекертинский, Чмбленский, Шар-Бюрбинский, Шебенеровский, Шине-Бабутовский и Ястинский.
Упразднён Постановлением Президиума ВЦИК от 25 ноября 1935 года Приморский район был упразднен, а на его территории образованы Лаганский и Долбанский улусы Калмыцкой АССР.